# Saipa Karaj FC
El Saipa Karaj Football Club (en persa باشگاه فوتبال سايپا کرج) és un club de futbol iranià de la ciutat de Karaj.
L'equip és propietat de l'empresa d'automòbils SAIPA. Forma part del club poliesportiu Saipa Cultural and Athletic Club.

## Història
El 1989, l'empresa SAIPA decidí crear un equip de futbol i comprà un club de la quarta divisió de la ciutat de Teheran, canviant-li el nom. El nou club jugà a 3a divisió de Teheran el 1990, i a 2a divisió el 1991. El mateix anys comprà els drets d'un club de Primera i guanyà la lliga de 1a divisió de Teheran i assolí l'ascens a la Lliga Azadegan iraniana. Es proclamà campió de lliga els anys 1994 i 1995 i el 2002 canvià de ciutat passant de Teheran a Karaj. L'any 2007 es proclamà campió de l'Iran per tercer cop.

## Palmarès
- Lliga iraniana de futbol:
  - 1994, 1995, 2007
- Copa Hazfi:
  - 1995

## Entrenadors
- Bijan Zolfagharnasab (1993-1997)
- Nasrollah Abdollahi
- Behtash Fariba
- Hamid Alidoosti
- Giovanni Mei (2002-2003)
- Mohammad Mayeli Kohan (2003-2004)
- Mojtaba Taghavi
- Bijan Zolfagharnasab (2004-2006)
- Werner Lorant (2006)
- Ali Daei (2006-2008)
- Pierre Littbarski (2008)
- Reza Foruzani (2008-2008) (temporal)
- Mohammad Mayeli Kohan (2008-Present)

## Futbolistes destacats
| - Ali Daei - Ebrahim Sadeghi - Jalal Hosseini - Mehdi Hasheminasab - Hossein Kazemi - Javad Kazemian - Hadi Aghili - Masoud Shojaei - Mohsen Khalili - Dariush Yazdani | - Ebrahim Mirzapour - Hossein Kaebi - Abbas Aghaei - Ali Ansarian - Farhad Alavi - Behzad Gholampour - Majid Saleh - Issa Traoré - Alou Traoré |